# S87-es személyvonat
Az S87-es személyvonat egy budapesti elővárosi vonat volt Eger vasútállomás és Budapest-Keleti pályaudvar között. Vonatszáma 5509 volt.

## Története
A 2017–2018. évi menetrendváltáskor kapta meg az S87-es jelzést, előtte jelzés nélküli személyvonatként közlekedett.
A 2020–2021. évi menetrendváltástól ismét jelzés nélkül közlekedik.
A jelzést a 2021. május 11–12-ei vágányzár alatt újra használta a MÁV-START.

## Járművek
A vonalon hétköznap fecske Bhv, hétvégén FLIRT motorvonat közlekedett.

## Útvonala
| 0   | Eger induló végállomás            | |
| 7   | Andornaktálya                     | |
| 13  | Maklár                            | InterRégió |
| 25  | Füzesabony                        | személyvonat, InterRégió, IC |
| 35  | Kál-Kápolna                       | személyvonat, InterRégió |
| 41  | Nagyút                            | |
| 46  | Ludas                             | |
| 50  | Karácsond                         | |
| 56  | Adács                             | |
| 61  | Vámosgyörk                        | személyvonat, InterRégió |
| 81  | Hatvan                            | 348, 406, 407, 409, 410, 412, 414, 3448, 3600, 3601, 3604, 3605, 3610, 3612, 3622, 3623, 3624, 3628, 3640, 3643, 3645, 3675, 3678, 4681, 4686 1, 2, 3, 3A, 4, 6, 7, 9 1037, 1039, 1040, 1049, 1052, 1063, 1427 személyvonat, S80 , S820 , InterRégió |
| 87  | Tura                              | S80 , InterRégió 400, 402, 404, 405, 408, 445 |
| 91  | Galgahévíz                        | S80 |
| 95  | Hévízgyörk                        | S80 |
| 99  | Aszód                             | 342, 347, 348, 422, 424, 426, 428, 430, 457, 458, 459, 460 S80 , S780 , InterRégió |
| 103 | Bag                               | 402, 404, 405, 406, 407, 408, 409, 424, 434, 435, 436, 437, 438, 439 S80 , InterRégió |
| 111 | Máriabesnyő                       | 402, 404, 405, 406, 407, 410, 412, 422, 426, 430, 461, 463, 469, 474 S80 , InterRégió |
| 116 | Gödöllő                           | 440, 441, 442, 444, 446, 447, 448, 465, 466, 470, 472 1076, 1077, 1078 S80 , InterRégió |
| 120 | Gödöllő-Állami telepek            | 446, 447, 448, 466 S80 |
| 124 | Isaszeg                           | 446, 447, 448, 484 S80 |
| 130 | Pécel                             | 169E 449 S80 |
| 134 | Rákoscsaba                        | 98, 176E, 198, 269, 298 482 S80 |
| 137 | Rákoscsaba-Újtelep                | 98, 176E, 297 S80 |
| 140 | Rákosliget                        | 98, 146, 146A, 176E, 198, 276E S80 |
| 148 | Rákos                             | 161, 161A, 162, 162A, 168E, 262 S60 , G60 , Z60 , S76 , S80 |
| 154 | Kőbánya felső                     | 37, 37A 10 S60 , G60 , Z60 , S80 |
| 160 | Budapest-Keleti érkező végállomás | 2M, 24 5, 7, 7E, 8E, 20E, 30, 30A, 108E, 110, 112, 133E, 178, 230 73M, 76, 78, 79M, 80A S25 , S60 , G60 , Z60 , S80 , IC, EC, InterRégió, sebesvonat, gyorsvonat,                                                                                    |